# مارسيو سانتوس
مارسيو سانتوس هو لاعب كرة قدم برتغالي في مركز حراسة المرمى، ولد في 5 مايو 1979 في لشبونة في البرتغال. شارك مع منتخب البرتغال تحت 21 سنة لكرة القدم. أما مع النوادي، فقد لعب مع أكاديميكا كويمبرا وإستريلا دا أمادورا وريال مدريد كاستيا ومافرا ونادي براشوف ونادي ريكرياتيفو ديسبورتيفو دو ليبولو.

## وصلات خارجية
- مارسيو سانتوس على موقع الاتحاد الدولي (مؤرشف)  (الإنجليزية)
- مارسيو سانتوس على موقع قاعدة بيانات كرة القدم.إي يو (الإنجليزية)
- مارسيو سانتوس على موقع Soccerway.com (الإنجليزية)